# ウィリアム・キャヴェンディッシュ＝スコット＝ベンティンク (第4代ポートランド公爵)
第4代ポートランド公爵ウィリアム・ヘンリー・キャヴェンディッシュ＝スコット＝ベンティンク（英: William Henry Cavendish-Scott-Bentinck, 4th Duke of Portland PC FRS FSA、1768年6月24日 - 1854年3月27日）は、イギリスの貴族、政治家。枢密顧問官、王立協会フェロー、ロンドン考古協会フェロー。
出生からポートランド公爵を襲爵する1809年までは「ティッチフィールド侯爵」の儀礼称号で称された。

## 経歴
1768年6月24日、後にイギリスの首相となる政治家の第3代ポートランド公爵ウィリアム・ベンティンクと、妻のドロシー・キャヴェンディッシュの間に生まれる。母ドロシーの父である第4代デヴォンシャー公爵ウィリアム・キャヴェンディッシュも1756年から1757年にかけて首相を務めた。弟にインドの総督となったウィリアム・ベンティンク卿がいる。
ウェストミンスター・スクールを経てオックスフォード大学クライスト・チャーチで学び、1793年に民法学博士号（D.C.L.）を取得。
1790年から1791年までハンプシャー州ピータースフィールド選挙区から、1791年から1809年までバッキンガムシャー州選挙区から庶民院議員に選出される。また1807年3月から9月まで父の下で大蔵卿委員（Lord of the Treasury）を務めた。1809年に父の死によりポートランド公爵を相続し、貴族院へ移る。
1827年4月に相婿のジョージ・カニングが組織した内閣において王璽尚書として入閣。このとき同時に枢密顧問官に列せられた。続いて同年8月に首相となった初代ゴドリッチ子爵フレデリック・ジョン・ロビンソンの下では枢密院議長（Lord President of the Council）として入閣し、ゴドリッチ内閣が総辞職する翌1828年1月まで務めた。
またポートランドは1794年から1841年まで名誉職であるミドルセックス州の州知事（地方長官; Lord Lieutenant of Middlesex）に任じられていた。

## 家族
彼は1795年8月4日にジョン・スコットの娘ヘンリエッタ（1844年没）とロンドンで結婚し、同年9月19日に姓へ「スコット」を加えた。夫妻は四男五女をもうけた。
- ティッチフィールド侯爵ウィリアム・ヘンリー（英語版） （1796年 - 1824年）
- レディ・マーガレット・ハリエット （1798年 - 1882年）
- レディ・キャロライン （1799年 - 1828年）
- ウィリアム・ジョン卿（1824年よりティッチフィールド侯爵） （1800年 - 1879年） - 第5代ポートランド公爵
- ウィリアム・ジョージ・フレデリック卿 （1802年 - 1848年）
- ヘンリー・ウィリアム卿（英語版） （1804年 - 1870年）
- レディ・シャーロット （1805年 - 1889年） - 初代オッシントン子爵イヴリン・デニソン（英語版）夫人
- レディ・ルーシー・ジョーン （1807年 - 1899年） - 第6代ハワード・ドゥ・ウォールデン男爵チャールズ・エリス（英語版）夫人
- レディ・メアリ （1809年 - 1874年） - サー・ウィリアム・トップハム夫人

## 註釈
1. ↑  1801年にキャヴェンディッシュ＝ベンティンクへ改姓した。